# Asrad Megersa
Asrad Megersa (ur. 20 czerwca 1987 w Addis Abebie) – piłkarz etiopski grający na pozycji pomocnika. Od 2022 jest zawodnikiem klubu Wolkite City FC.

## Kariera klubowa
Swoją karierę piłkarską Asrad rozpoczął w klubie EEPCo ze stolicy kraju, Addis Abeby. W jego barwach zadebiutował w 2008 roku w pierwszej lidze etiopskiej. Następnie grał w takich klubach jak: Hapoel Ironi Nir Ramat ha-Szaron (2013), Dashen Beer FC (2014-2016), Dedebit FC (2016-2018), Welwalo Adigrat University FC (2018-2019) i Shire Endaselassie FC (2019-2020). W 2022 przeszedł do Wolkite City FC.

## Kariera reprezentacyjna
W reprezentacji Etiopii Asrad zadebiutował 28 maja 2011 roku w przegranym 1:2 towarzyskim meczu z Sudanem. W 2013 roku został powołany do kadry na Puchar Narodów Afryki 2013.